# Enaphalodes cortiphagus
Enaphalodes cortiphagus là một loài bọ cánh cứng trong họ Cerambycidae.